# Euxoa rockburnei
Euxoa rockburnei är en fjärilsart som beskrevs av David F. Hardwick 1973. Euxoa rockburnei ingår i släktet Euxoa och familjen nattflyn. Inga underarter finns listade i Catalogue of Life.